# 옥수동토성
옥수동토성(玉水洞土城)은 서울특별시 성동구 옥수동에 있던 토성이다. 문화재관리국의 《문화유적총람》에는 “토루(土壘)로 쌓은 성(城)으로 높이 약 5.4m, 주위 약 4.2m로 현존하고 있으며 지금도 도기편, 와편 등이 산재하고 있다.”라고 기록되어 있는데, 현재는 흔적이 없다.